# 小行星4098
小行星4098（英語：4098 Thraen）是一颗围绕太阳公转的小行星。1987年11月26日，佛蒙特·伯根在陶腾堡发现了此天体。
这颗小行星的绝对星等为6.674412132931661等。